# Ровена Морріл
Ровена Морріл (англ. Rowena Morrill; 14 вересня 1944 — 11 лютого 2021) — американська художниця та ілюстратор фентезійних і науково-фантастичних книг.

## Біографія

### Дитинство
Народилася майбутня художниця в 1944 році, в родині військового. Сім'я багато переїжджала, і дівчині доводилося часто подорожувати і знайомитися з культурами різних країн і регіонів світу. Таким чином, вона вбирала в себе всю різноманітність культури Америки, культури Європейських країн, зокрема Італії, Азійських країн, Японії тощо. Це допомогло Ровені дивитися на мистецтво набагато ширше, ніж це роблять її колеги по живопису та ілюстративного мистецтва.

## Творчість

### Початок
Малюванням Ровена Моррілл стала захоплюватися досить пізно. Перші свої малюнки, для власного дозвілля, вона стала створювати тільки у 23 роки. Найчастіше багато художників до цього часу вже мають великий досвід за плечима, а Ровена тільки-тільки починала свій творчий шлях. Однак ще довгий час її творчість не виходила за межі легкого захоплення.
Однак цей факт не завадив їй посісти достойне місце серед художників і стати однією з найвідоміших ілюстраторів-фантастів.

### Розквіт
У 1973 року Ровена переїжджає до Нью-Йорка. Саме там вона стає відомою серед шанувальників наукової фантастики та інших творчих особистостей. Це відбувається завдяки незвичайному життєвому досвіду, таланту, фантазії, досконалому стилю. У період піку її діяльності її творами були оформлені сотні книг, календарів. Так само вона взяла участь в оформленні таких журналів як Плейбой і Омні. У 2000 році Ровена була номінована на отримання премії ASFA (Association of Science Fiction and Fantasy Artists) за роботу над обкладинкою книги «The Garden of the Stone» в категорії «Краще оформлення обкладинки». Випущені також художні альбоми, присвячені творчості Ровени з ілюстраціями її робіт: «Уява»(у Франції), «Фантазії»(в Німеччині), і «Мистецтво Ровени». Картини художниці Ровени Моррілл були включені в багато антологій, такі як, «Завтра і Зовні» і «Божественні Світи».
В даний час Ровена живе в північній частині штату Нью-Йорк. Там вона надихається на нову творчість прекрасними заміськими пейзажами.

### Стиль живопису
Ровена Морілл працює у стилі фентезі.
Світ фантастики Ровени Морілл різноманітний за тематикою, захоплюючий за сюжетами: магія, чаклуни, фантастичні дракони. Фантастичний, казковий світ, який подарувала нам Ровена заворожує колоритністю і різноманіттям створюваних образів і безумовним професіоналізмом майстра фентезійного жанру. Він відображає різні ірреальні явища і існує за законами, відмінними від законів звичної дійсності. Її світ припускає реальну присутність чарівництва, богів, казкових персонажів (гномів, драконів), наявність містики — привидів та інших ірреальних істот. Дія може відбуватися в іншій галактиці або в іншому світі. У той же час, принципова відмінність «чудес» фентезі від їх казкових аналогів в тому, що вони є нормою описуваного світу і діють системно, як закони природи.